# Handball-Gauliga Oberschlesien
Die Handball-Gauliga Oberschlesien war eine der obersten deutschen Feldhandball-Ligen in der Zeit des Nationalsozialismus. Sie bestand von 1941 bis 1945.

## Geschichte
Auf Grund des Voranschreitens des Zweiten Weltkrieges herrschte Treibstoffknappheit und Mangel an Transportmöglichkeiten, so dass längere Auswärtsfahrten zusehends schwieriger zu organisieren waren. Aus logistischen Gründen wurde daher 1941 der Sportgau Schlesien in die beiden Sportgaue Niederschlesien und Oberschlesien geteilt. Im Handballgau Oberschlesien spielten alle Vereine aus dem Bezirk Oberschlesien (ohne Ohlau und Brieg) der ehemaligen Handball-Gauliga Schlesien. 
Bei den Männern konnte die SG OrPo Kattowitz aus der besetzten Stadt Kattowitz zwei Gaumeistertitel gewinnen. Bei den Deutschen Feldhandball-Meisterschaften scheiterte Kattowitz jedoch, ähnlich wie der weitere Gaumeister Reichsbahn SG Neiße schon früh.
Auch bei den Frauen konnte sich ein Verein aus Kattowitz die Gaumeisterschaften sichern, scheiterte jedoch ebenso bereits früh bei den Deutschen Meisterschaften.
Mit Ende des Zweiten Weltkrieges und der Annexion Oberschlesiens endete auch das Bestehen der Gauliga Oberschlesien. Die deutschen Vereine wurden aufgelöst.

## Meister der Handball-Gauliga Oberschlesien 1942–1944

### Männer
| Saison  | Meister Gauliga Oberschlesien | Abschneiden deutsche Meisterschaft | Deutscher Meister (Männer) |
| ------- | ----------------------------- | ---------------------------------- | -------------------------- |
| 1941/42 | SG OrPo Kattowitz             | Ausscheidungsrunde                 | SG OrPo Magdeburg          |
| 1942/43 | SG OrPo Kattowitz             | Vorrunde                           | SG OrPo Hamburg            |
| 1943/44 | Reichsbahn SG Neiße           | 2. Ausscheidungsrunde              | SG OrPo Berlin             |

### Frauen
| Saison  | Meister Gauliga Oberschlesien | Abschneiden deutsche Meisterschaft | Deutscher Meister (Frauen) |
| ------- | ----------------------------- | ---------------------------------- | -------------------------- |
| 1941/42 | TG Kattowitz                  | Vorrunde                           | Stahl-Union 04 Düsseldorf  |
| 1942/43 | TG Kattowitz                  | 1. Vorrunde                        | Eintracht Frankfurt        |